# Comuna Săvârșin, Arad
Săvârșin (în maghiară: Soborsin, în germană: Soborschin) este o comună în județul Arad, la limita între regiunile istorice Banat și Crișana, România, formată din satele Căprioara, Cuiaș, Hălăliș, Pârnești, Săvârșin (reședința), Temeșești, Toc, Troaș și Valea Mare.

## Demografie
Componența etnică a comunei Săvârșin
     Români (96,05%)
     Alte etnii (0,9%)
     Necunoscută (3,04%)
Componența confesională a comunei Săvârșin
     Ortodocși (77,83%)
     Penticostali (13,51%)
     Romano-catolici (1,81%)
     Baptiști (1,61%)
     Adventiști (1,04%)
     Alte religii (0,84%)
     Necunoscută (3,38%)
Conform recensământului efectuat în 2021, populația comunei Săvârșin se ridică la 2.990 de locuitori, în creștere față de recensământul anterior din 2011, când fuseseră înregistrați 2.890 de locuitori. Majoritatea locuitorilor sunt români (96,05%), iar pentru 3,04% nu se cunoaște apartenența etnică. Din punct de vedere confesional, majoritatea locuitorilor sunt ortodocși (77,83%), cu minorități de penticostali (13,51%), romano-catolici (1,81%), baptiști (1,61%) și adventiști (1,04%), iar pentru 3,38% nu se cunoaște apartenența confesională.

## Politică și administrație
Comuna Săvârșin este administrată de un primar și un consiliu local compus din 11 consilieri. Primarul, Ioan Vodicean[*],  politician independent, este în funcție din 2012. Începând cu alegerile locale din 2024, consiliul local are următoarea componență pe partide politice:
|  | Partid                          | Consilieri | Componența Consiliului | Componența Consiliului | Componența Consiliului | Componența Consiliului | Componența Consiliului | Componența Consiliului |
|  | ------------------------------- | ---------- | ---------------------- | ---------------------- | ---------------------- | ---------------------- | ---------------------- | ---------------------- |
|  | Partidul Național Liberal       | 6          |                        |                        |                        |                        |                        |                        |
|  | Alianța pentru Unirea Românilor | 3          |                        |                        |                        |                        |                        |                        |
|  | Partidul Social Democrat        | 2          |                        |                        |                        |                        |                        |                        |

## Atracții turistice
- Biserica de lemn "Sfinții Trei Ierarhi" din satul Troaș, construită în anul 1782, monument istoric
- Casa Regală din satul Săvârșin
- Muzeul etnografic din satul Temeșești
- Situl arheologic din satul Troaș
- Rezervația naturală "Peștera lui Duțu"
- Rezervația naturală "Peștera lui Sinesie"
- Casa Memorială "Eugen Popa" din Săvârșin
- Muzeul de etnografie, artă decorativă și grafică din Săvârșin
- Defileul Mureșului și Drocea (situri de importanță comunitară incluse în rețeaua europeană Natura 2000 în România)

## Personalități născute aici
- Traian Vățian (1864 - 1940),  deputat în Marea Adunare Națională de la Alba Iulia;
- Alexandru Marta (1869 - 1965), avocat, politician;
- Traian Givulescu (1879 - 1957), deputat în Marea Adunare Națională de la Alba Iulia;
- Ionuț Popa (1953 - 2020), fotbalist, antrenor;
- Nicolae Ioțcu (n. 1967), politician.